# Karl-Erik Åström
Karl-Erik Rolf Åström, född 18 april 1924 i Själevads församling i Västernorrlands län, död 9 december 1993 i Örnäsets församling i Norrbottens län, var en svensk längdskidåkare.
Han tävlade för Alfredshems IK på Limexskidor under 1950-talet.

## Meriter
- VM-guld 1950 på 18 km
- VM-guld 1950 i stafett 4 x 10 km